# Řád vlasti
Řád vlasti (kazašsky Отан ордені, rusky Орден отечества) je jeden z nejvyšších řádů Kazachstánu. Mohou jim být vyznamenáni jak občané Kazachstánu, tak i cizinci. Řád vlasti se často uděluje i občanům, kteří dříve získali čestný titul Hrdina Kazachstánu.

## Pravidla udělení
Řád vlasti lze udělit jen občanům anebo cizincům, kteří se významně podíleli na rozvoji jedné z následujících oblastí:
- mimořádný čin nebo činy, které vedly k posílení přátelských vztahů na národní nebo mezinárodní úrovni
- mimořádné úspěchy ve veřejných a společenských aktivitách nebo jiný sociální pokrok
- rozvoj hospodářství
- rozvoj kultury
- rozvoj demokracie
- věda a výzkum
- výjimečné výsledky ve vojenské službě
- vládní činnost

## Významní nositelé

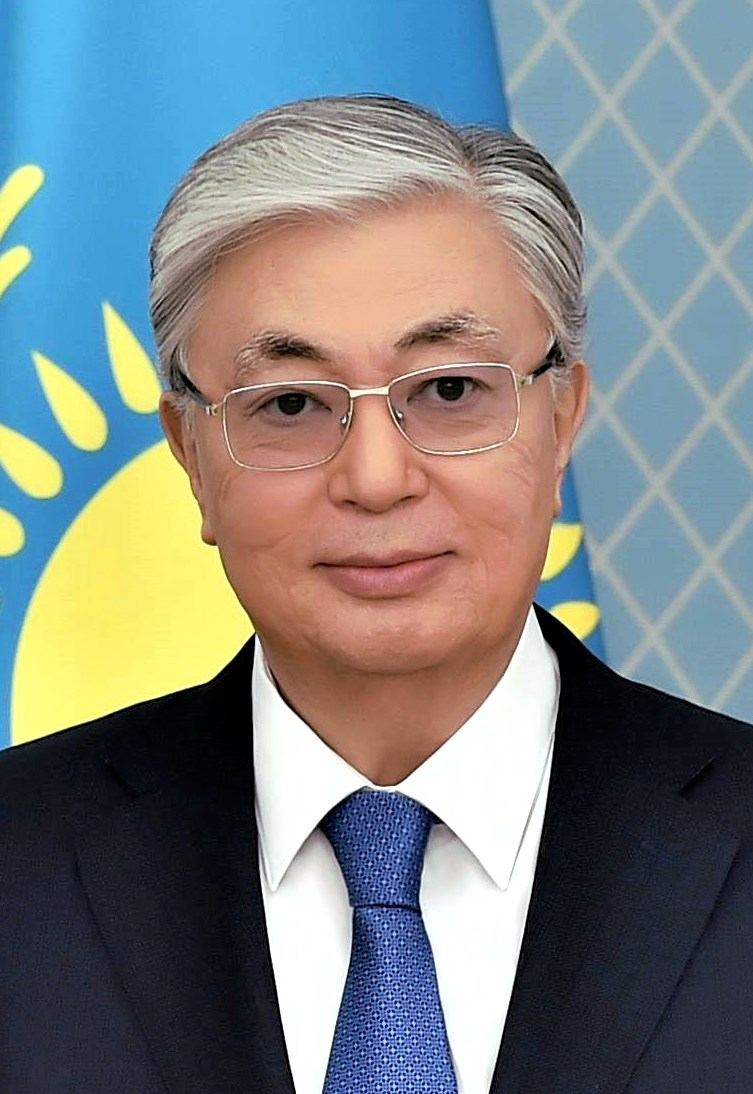
Kasym-Žomart Kemeluly Tokajev
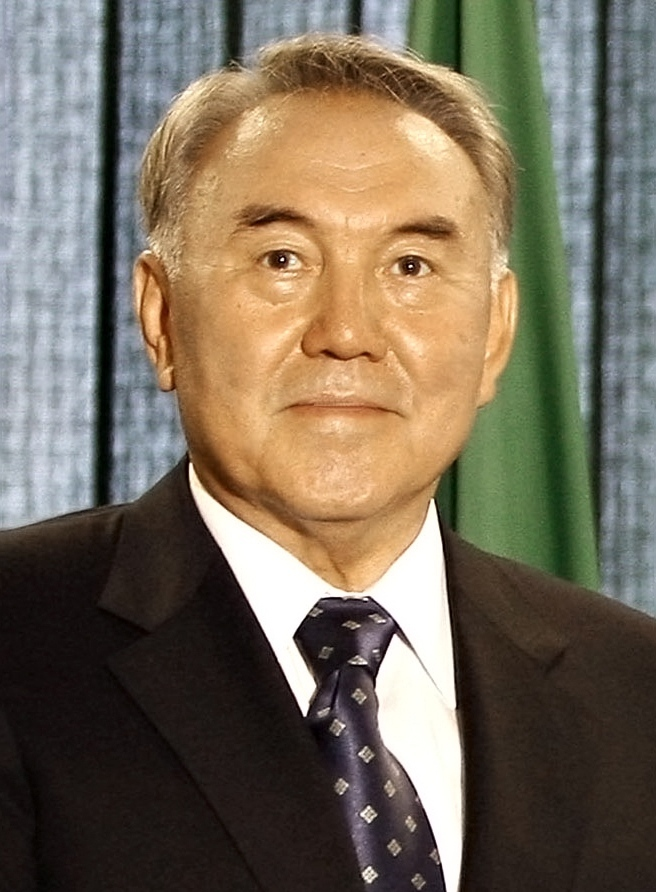
Nursultan Nazarbajev
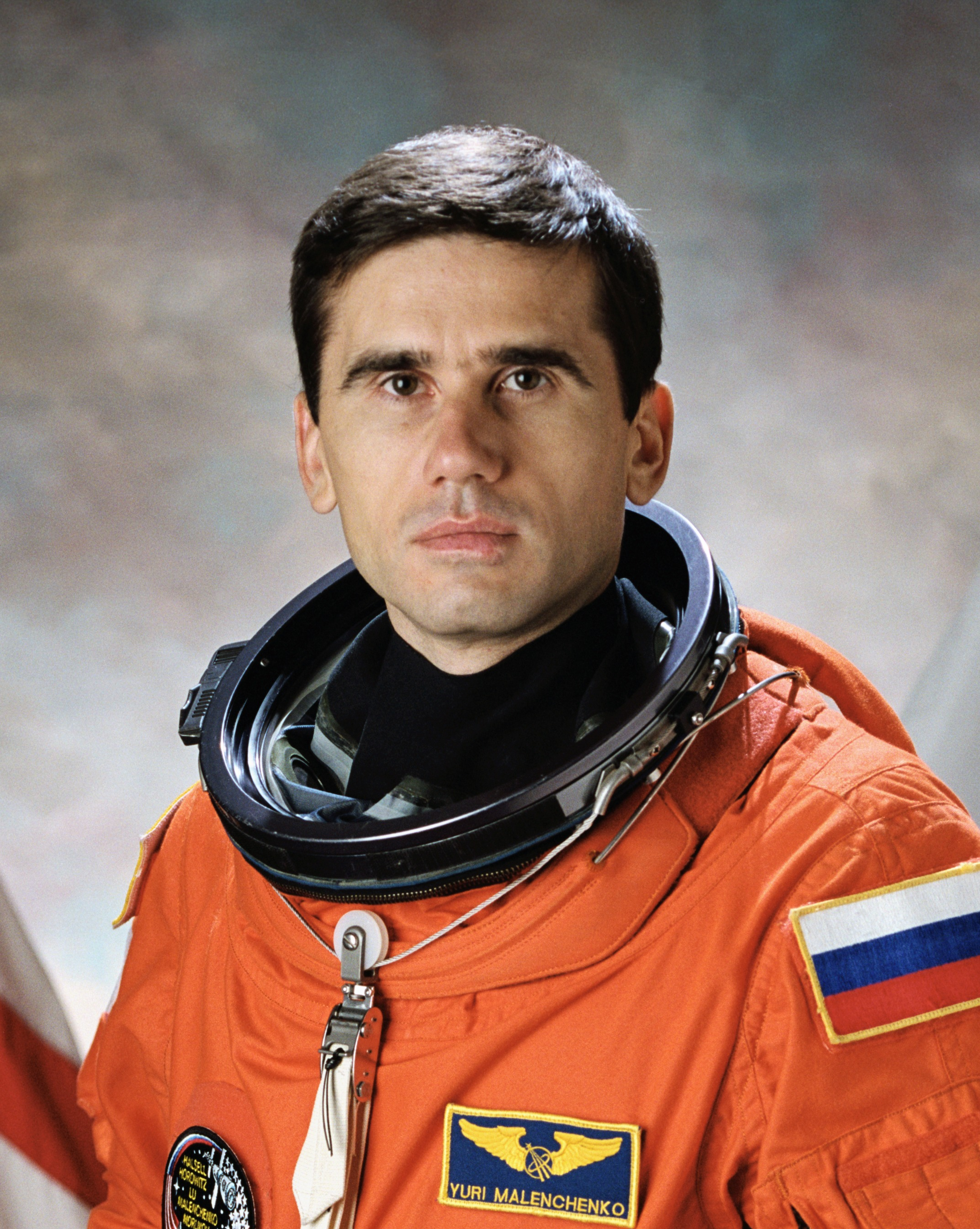
Jurij Ivanovič Malenčenko
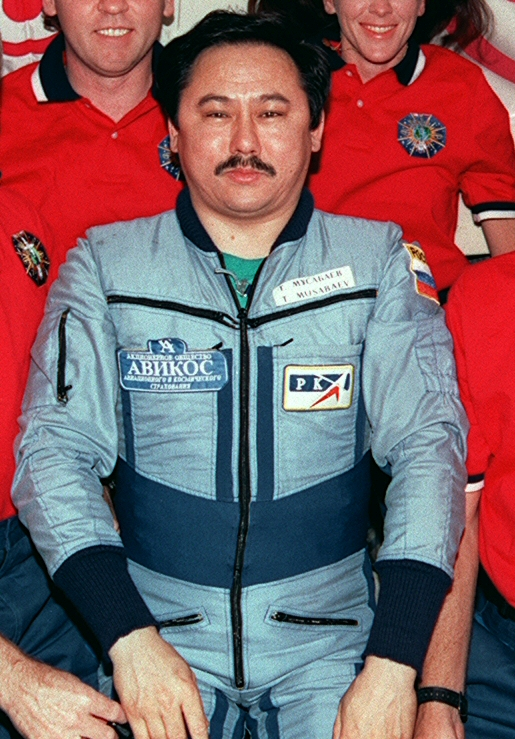
Talgat Musabajev
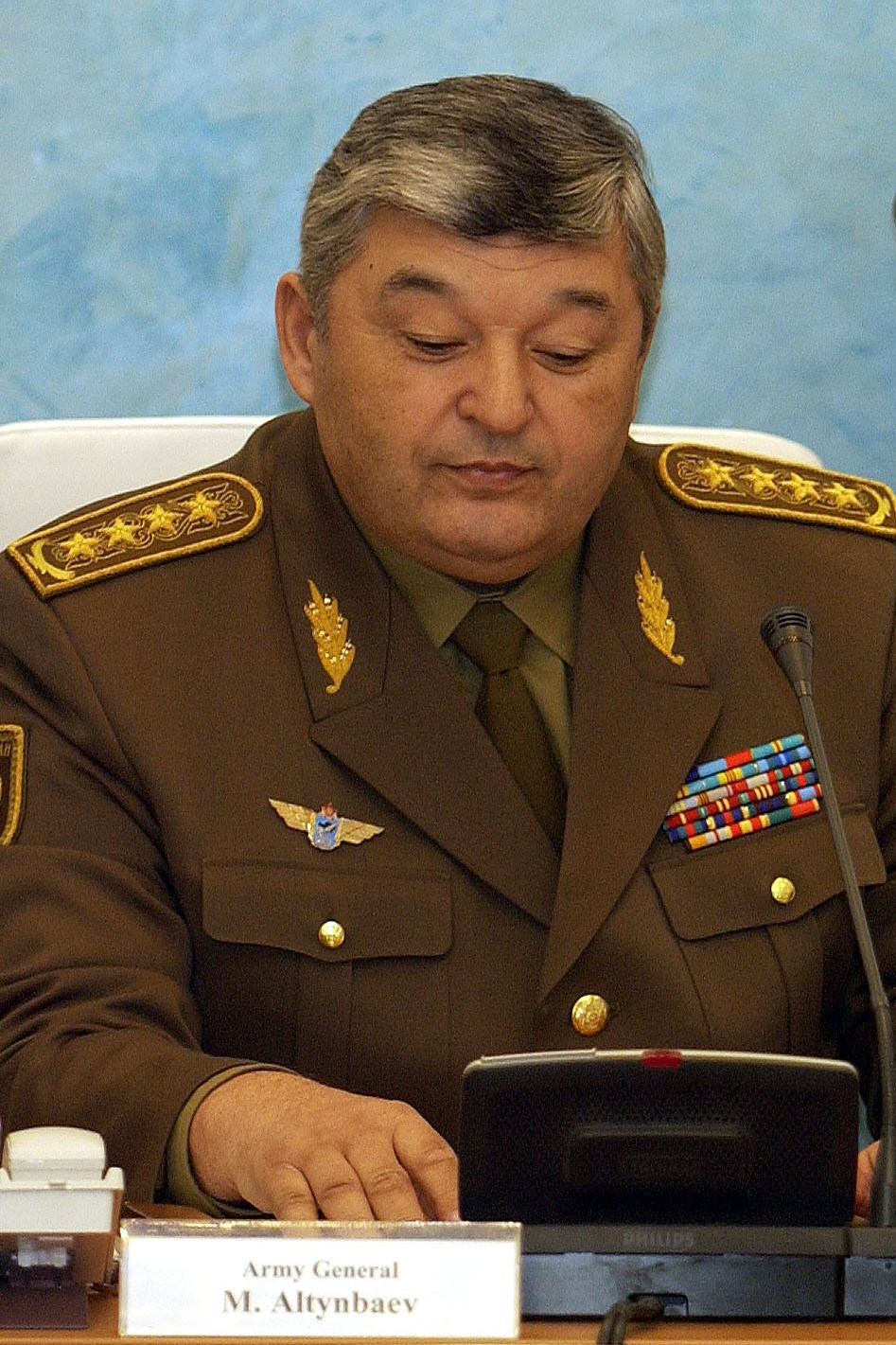
Muchtar Altynbajev
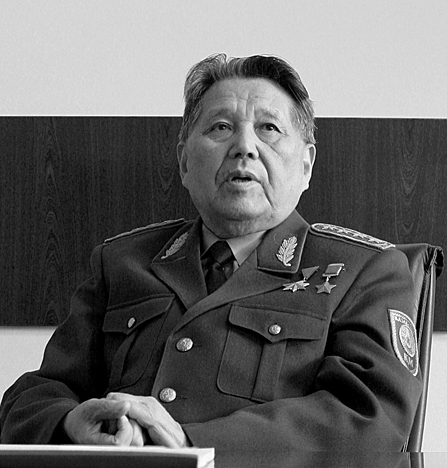
Sagadat Nurmagambetov